# Родниківка (Кропивницький район)
Родникі́вка — село в Україні, в Олександрівській селищній громаді Кропивницького району Кіровоградської області. Населення становить 748 осіб. Колишній центр Родниківської сільської ради.

## Географія
Через село протікає річка Інгул. На території села знаходиться Байдовий став.

## Історія

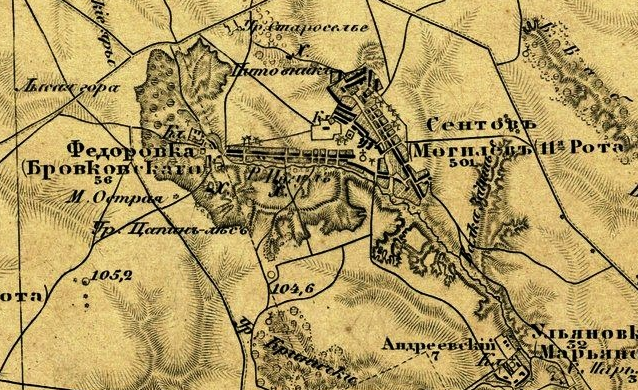
Сентове на військово-топографічній карті 1869 року

У 1752-64 роках тут була 11 рота новосербського Гусарського полку (кінного). Інші назви села: Могильний шанець, Сента, Сентов, Сентове (сербський аналог — Сента).
Станом на 1772 рік, в шанці Сентовому існувала дерев'яна однопрестольна Святодухівська церква, священиком якої був Іоан Балицький. Церква підпорядковувалась Новомиргородському духовному Правлінню. Тут знаходилася штаб-квартира Угорського гусарського полку.
В 1864—1875 роках в вільних казармах с. Сентове квартирував ескадрон Лубенського гусарського полку.
Станом на 1886 рік, у селі, центрі Сентівської волості Олександрійського повіту Херсонської губернії, мешкало 3189 осіб, налічувалось 562 дворових господарства, існували православна церква, школа, 8 лавок, ренський погріб та винний склад, відбувались базари по неділях.
У 1917 році Данило Тимофійович Вехтев, голова Сентовского волосного виконавчого комітету був обраний депутатом Всеросійських установчих зборів.
Тут військовиками Нестора Махно був вбитий отаман Матвій Григор'єв.
Уродженцем села є Герой Радянського Союзу Антон Антонов.

## Населення
Згідно з переписом УРСР 1989 року чисельність наявного населення села становила 935 осіб, з яких 391 чоловік та 544 жінки.
За переписом населення України 2001 року в селі мешкало 749 осіб.

### Мова
Розподіл населення за рідною мовою за даними перепису 2001 року:
| Мова       | Відсоток |
| ---------- | -------- |
| українська | 98,66 %  |
| російська  | 0,94 %   |
| молдовська | 0,40 %   |